# Plaine de Yuen Long
La Plaine de Yuen Long (chinois : 元朗平原 ; pinyin : Yuanlang Pingyuan), est une plaine située dans le coin nord-ouest des Nouveaux Territoires de Hong Kong. Elle est la plus grande plaine alluviale de Hong Kong. D'une superficie de 144,3 km2, elle a été formée entre la période de la  dynastie Tang (618 – 907) et celle de la dynastie Song (960 – 1279). Elle couvre différentes villes et régions telles que: Yuen Long Town, Tin Shui Wai, Lau Fau Shan, Ping Shan, Shap Pat Heung, Hung Shui Kiu, San Tin, Lok Ma Chau, Pat Heung, Kam Tin, Nam sang Wai, Mai Po, etc.
Autrefois, elle était principalement couverte de marais, de champs et d'étangs de poissons. 
Les villes de Yuen Long New Town et de Tin Shui Wai New Town ont été construites sur la plaine.